# Den Internationale Olympiske Komité
 Der er for få eller ingen kildehenvisninger i denne artikel, hvilket er et problem. Du kan hjælpe ved at angive troværdige kilder til de påstande, som fremføres i artiklen.

 For alternative betydninger, se IOC (flertydig). (Se også artikler, som begynder med IOC)
IOC (International Olympic Committee), også kaldet Den Internationale Olympiske Komité, er den organisation, der står bag gennemførelse af de Olympiske Lege (OL) hvert fjerde år. Organisationens medlemmer tæller 205 nationale Olympiske Komitéer.
IOC blev stiftet i 1894 af franskmanden Pierre de Coubertin og har sit hovedkvarter i Lausanne i Schweiz. Organisationen administrerer helt egenrådigt såvel de olympiske sommerlege som de olympiske vinterlege. Organisationen har taget patent på de olympiske symboler, varemærker og immaterielle rettigheder og får sine midler gennem salg og markedsføring af olympisk relateret materiale samt salg af medierettigheder til OL.

## IOC-medlemmer
IOC har altid været selvsupplerende med medlemmer og er derfor blevet kritiseret for at være udemokratisk. IOC's synspunkt er, at et land ikke vælger en repræsentant til IOC, men IOC udpeger individuelle medlemmer, der kan være repræsentanter for IOC i et land. I 1999 vedtog IOC en række regler, der skulle skabe større tillid til IOC. Ændringerne kom efter massiv kritik af den lukkede organisation samt eksempler på en række tilfælde af korruption i forbindelse med valg af kommende værtbyer for de Olympiske Lege. IOC opstillede nedenstående regler, hvor hovedparten af medlemmerne dog ikke vælges til organisationen, men derimod udpeges af IOC.

### Medlemskab
Antallet af IOC-medlemmer må ikke overstige 115. Gældende for de valgte personer er valgperioden 8 år. Disse personer kan genvælges for en eller flere perioder.
- Individuelle medlemmer (som ikke falder ind under nedenstående grupper): Antallet må ikke overstige 70,[3] og der må ikke være mere end et IOC-medlem fra et givet land.
- Aktive sportsudøvere: Antallet må ikke overstige 15,[3] valgt for en 8 årig periode af de aktive ved OL.
- Formænd eller præsidenter for internationale specialforbund godkendt af IOC: Må ikke overstige 15.[3]
- Formænd eller præsidenter for nationale olympiske komitéer: Antallet må ikke overstige 15,[3] og der må ikke være mere end et IOC-medlem fra et givet land.

I 1999 bliver den øvre aldersgrænse også nedsat fra 80 til 70 år.

## Danske IOC-medlemmer
IOC har igennem tiderne haft følgende danske medlemmer.
| - 1899-1906: Niels V. Holbek - 1906-1912: Torben Grut - 1913-1922: Fritz Hansen - 1922-1931: Ivar Nyholm - 1931-1958: Prins Axel | - 1958-1977: Ivar Vind - 1977-2002: Niels Holst-Sørensen - 2002-2009: Kai Holm - 2009- Frederik X - 2014 - Poul Erik Høyer |  |

## Præsidenter i IOC
| Nationalitet | Præsidenter                    | År          |
| ------------ | ------------------------------ | ----------- |
| Grækenland   | Demetrius Vikelas              | 1894 – 1896 |
| Frankrig     | Pierre de Coubertin            | 1896 – 1925 |
| Schweiz      | Godefroy de Blonay(fungerende) | 1916 – 1919 |
| Belgien      | Henri de Baillet-Latour        | 1925 – 1942 |
| Sverige      | Sigfrid Edström                | 1942 – 1952 |
| USA          | Avery Brundage                 | 1952 – 1972 |
| Irland       | Lord Killanin                  | 1972 – 1980 |
| Spanien      | Juan Antonio Samaranch         | 1980 – 2001 |
| Belgien      | Jacques Rogge                  | 2001 – 2013 |
| Tyskland     | Thomas Bach                    | 2013–       |